# Bahnstrecke Culmont-Chalindrey–Toul
| Bahnhof Toul um 1900 |                      |                                                           |                                                           |
| Streckennummer (SNCF): | 032 000              |                                                           |                                                           |
| Kursbuchstrecke (SNCF): | ehem. 15             |                                                           |                                                           |
| Streckenlänge: | 114 km               |                                                           |                                                           |
| Spurweite: | 1435 mm (Normalspur) |                                                           |                                                           |
| Stromsystem: | 25 kV 50 Hz ~        |                                                           |                                                           |
| Maximale Neigung: | 9 ‰                  |                                                           |                                                           |
| Zweigleisigkeit: | durchgehend          |                                                           |                                                           |
| |                      |                                                           |                                                           |
| \| \| \| Bahnstrecke Paris–Mulhouse von Paris \| \| \| \| 307,6 \| Culmont-Chalindrey \| Culmont-Chalindrey \| \| \| 307,9 \| Bahnstrecke Culmont-Chalindrey–Gray nach Gray \| Bahnstrecke Culmont-Chalindrey–Gray nach Gray \| \| \| 307,9 \| Bahnstrecke Is-sur-Tille–Culmont-Chalindrey von Dijon \| Bahnstrecke Is-sur-Tille–Culmont-Chalindrey von Dijon \| \| \| 310,3 \| Tunnel de Torcenay (1115 m) \| Tunnel de Torcenay (1115 m) \| \| \| 311,6 0,0 \| Bahnstrecke Paris–Mulhouse nach Mulhouse \| Bahnstrecke Paris–Mulhouse nach Mulhouse \| \| \| 0,2 \| Chaudenay \| Chaudenay \| \| \| \| Montlandon (P.N.) \| \| \| \| 10,7 \| Celsoy-Plesnoy \| Celsoy-Plesnoy \| \| \| 11,8 \| Bahnstrecke Langres–Andilly von Langres \| Bahnstrecke Langres–Andilly von Langres \| \| \| 11,8 \| Andilly \| Andilly \| \| \| 18,4 \| Avrecourt \| Avrecourt \| \| \| 21,6 \| Meuse-Montigny-le-Roi \| Meuse-Montigny-le-Roi \| \| \| 21,7 \| Maas (11 m) \| Maas (11 m) \| \| \| 25,5 \| Lécourt (P.N.) \| Lécourt (P.N.) \| \| \| 30,4 \| Merrey \| Merrey \| \| \| 31,3 \| Bahnstrecke Merrey–Hymont-Mattaincourt nach Mirecourt \| Bahnstrecke Merrey–Hymont-Mattaincourt nach Mirecourt \| \| \| 34 \| A 31 \| A 31 \| \| \| 36,4 \| Breuvannes \| Breuvannes \| \| \| 42,6 \| Levécourt \| Levécourt \| \| \| \| Hâcourt-Graffigny \| \| \| \| \| Brainville (P.N.) \| \| \| \| 49,8 \| Bourmont \| Bourmont \| \| \| \| Goncourt \| \| \| \| 59,2 \| Grenze Département Haute-Marne/Vosges \| Grenze Département Haute-Marne/Vosges \| \| \| 56,5 \| Maas 2×(5 m + 75 m) \| Maas 2×(5 m + 75 m) \| \| \| 58,3 \| Harréville-les-Chanteurs \| Harréville-les-Chanteurs \| \| \| 59,8 \| Maas 2×(8 m + 87 m) \| Maas 2×(8 m + 87 m) \| \| \| 63,2 \| Bazoilles-sur-Meuse \| Bazoilles-sur-Meuse \| \| \| 67,7 \| Maas (75 m) \| Maas (75 m) \| \| \| \| Bahnstrecke Bologne–Pagny-sur-Meuse von Chaumont \| \| \| \| \| Bahnstrecke Nançois-Tronville–Neufchâteau \| \| \| \| 70,3 \| Maas (86m) \| Maas (86m) \| \| \| 70,9 \| Neufchâteau \| Neufchâteau \| \| \| \| Bahnstrecke Neufchâteau–Épinal nach Épinal \| \| \| \| \| Bahnstrecke Bologne–Pagny-sur-Meuse nach Pagny-s/M \| \| \| \| 76,1 \| Soulosse \| Soulosse \| \| \| 77,2 \| Viaduc de Brancourt (128 m) \| Viaduc de Brancourt (128 m) \| \| \| \| Brancourt (P.N.) \| \| \| \| 85,1 \| Ruppes \| Ruppes \| \| \| 88,6 \| Punerot \| Punerot \| \| \| 89,6 \| Grenze Département Vosges/Meurthe-et-Moselle \| Grenze Département Vosges/Meurthe-et-Moselle \| \| \| 94,9 \| Bahnstrecke Barisey-la-Côte–Frenelle-Puzieux v. Vézelise \| Bahnstrecke Barisey-la-Côte–Frenelle-Puzieux v. Vézelise \| \| \| 95,0 \| Barisey-la-Côte \| Barisey-la-Côte \| \| \| \| Bagneux-Allain \| \| \| \| 100,9 \| Bulligny-Crézilles \| Bulligny-Crézilles \| \| \| 102,9 \| Blénod-lès-Toul \| Blénod-lès-Toul \| \| \| \| Charmes-la-Côte (P.N.) \| \| \| \| 106,6 \| Toul-Umgehungsstrecke nach Blainville-Damelevières \| Toul-Umgehungsstrecke nach Blainville-Damelevières \| \| \| 108,0 \| Domgermain \| Domgermain \| \| \| 108,5 \| Toul-Umgehungsstrecke n. Blainville-D. \| Toul-Umgehungsstrecke n. Blainville-D. \| \| \| \| Choloy (P.N.) \| \| \| \| 110,4 \| Bahnstrecke Paris–Strasbourg von Paris-Est \| Bahnstrecke Paris–Strasbourg von Paris-Est \| \| \| 114,0 \| Toul \| Toul \| \| \| \| Mosel \| \| \| \| \| Bahnstrecke Paris–Strasbourg nach Nancy \| \| \| \| \| Bahnstrecke Toul–Blainville-Damelevières n. Blainville-D. \| \| |                      |                                                           |                                                           |
| Strecke |                      | Bahnstrecke Paris–Mulhouse von Paris                      | Bahnstrecke Paris–Mulhouse von Paris                      |
| Bahnhof | 307,6                | Culmont-Chalindrey                                        | Culmont-Chalindrey                                        |
| Abzweig geradeaus und ehemals nach rechts | 307,9                | Bahnstrecke Culmont-Chalindrey–Gray nach Gray             | Bahnstrecke Culmont-Chalindrey–Gray nach Gray             |
| Abzweig geradeaus, nach rechts und von rechts | 307,9                | Bahnstrecke Is-sur-Tille–Culmont-Chalindrey von Dijon     | Bahnstrecke Is-sur-Tille–Culmont-Chalindrey von Dijon     |
| Tunnel | 310,3                | Tunnel de Torcenay (1115 m)                               | Tunnel de Torcenay (1115 m)                               |
| Abzweig geradeaus und nach rechts | 311,6 0,0            | Bahnstrecke Paris–Mulhouse nach Mulhouse                  | Bahnstrecke Paris–Mulhouse nach Mulhouse                  |
| ehemaliger Haltepunkt / Haltestelle | 0,2                  | Chaudenay                                                 | Chaudenay                                                 |
| ehemaliger Haltepunkt / Haltestelle |                      | Montlandon (P.N.)                                         | Montlandon (P.N.)                                         |
| ehemaliger Haltepunkt / Haltestelle | 10,7                 | Celsoy-Plesnoy                                            | Celsoy-Plesnoy                                            |
| Abzweig geradeaus und ehemals von links | 11,8                 | Bahnstrecke Langres–Andilly von Langres                   | Bahnstrecke Langres–Andilly von Langres                   |
| Dienststation / Betriebs- oder Güterbahnhof | 11,8                 | Andilly                                                   | Andilly                                                   |
| ehemaliger Haltepunkt / Haltestelle | 18,4                 | Avrecourt                                                 | Avrecourt                                                 |
| ehemaliger Bahnhof | 21,6                 | Meuse-Montigny-le-Roi                                     | Meuse-Montigny-le-Roi                                     |
| Brücke über Wasserlauf | 21,7                 | Maas (11 m)                                               | Maas (11 m)                                               |
| ehemaliger Haltepunkt / Haltestelle | 25,5                 | Lécourt (P.N.)                                            | Lécourt (P.N.)                                            |
| Dienststation / Betriebs- oder Güterbahnhof | 30,4                 | Merrey                                                    | Merrey                                                    |
| Abzweig geradeaus und nach rechts | 31,3                 | Bahnstrecke Merrey–Hymont-Mattaincourt nach Mirecourt     | Bahnstrecke Merrey–Hymont-Mattaincourt nach Mirecourt     |
| Brücke | 34                   | A 31                                                      | A 31                                                      |
| ehemaliger Bahnhof | 36,4                 | Breuvannes                                                | Breuvannes                                                |
| ehemaliger Bahnhof | 42,6                 | Levécourt                                                 | Levécourt                                                 |
| ehemaliger Haltepunkt / Haltestelle |                      | Hâcourt-Graffigny                                         | Hâcourt-Graffigny                                         |
| ehemaliger Haltepunkt / Haltestelle |                      | Brainville (P.N.)                                         | Brainville (P.N.)                                         |
| ehemaliger Bahnhof | 49,8                 | Bourmont                                                  | Bourmont                                                  |
| ehemaliger Bahnhof |                      | Goncourt                                                  | Goncourt                                                  |
| Grenze | 59,2                 | Grenze Département Haute-Marne/Vosges                     | Grenze Département Haute-Marne/Vosges                     |
| Brücke über Wasserlauf | 56,5                 | Maas 2×(5 m + 75 m)                                       | Maas 2×(5 m + 75 m)                                       |
| ehemaliger Bahnhof | 58,3                 | Harréville-les-Chanteurs                                  | Harréville-les-Chanteurs                                  |
| Brücke über Wasserlauf | 59,8                 | Maas 2×(8 m + 87 m)                                       | Maas 2×(8 m + 87 m)                                       |
| ehemaliger Bahnhof | 63,2                 | Bazoilles-sur-Meuse                                       | Bazoilles-sur-Meuse                                       |
| Brücke über Wasserlauf | 67,7                 | Maas (75 m)                                               | Maas (75 m)                                               |
| Abzweig geradeaus und von links |                      | Bahnstrecke Bologne–Pagny-sur-Meuse von Chaumont          | Bahnstrecke Bologne–Pagny-sur-Meuse von Chaumont          |
| Abzweig geradeaus und ehemals von links |                      | Bahnstrecke Nançois-Tronville–Neufchâteau                 | Bahnstrecke Nançois-Tronville–Neufchâteau                 |
| Brücke über Wasserlauf | 70,3                 | Maas (86m)                                                | Maas (86m)                                                |
| Bahnhof | 70,9                 | Neufchâteau                                               | Neufchâteau                                               |
| Abzweig geradeaus und nach rechts |                      | Bahnstrecke Neufchâteau–Épinal nach Épinal                | Bahnstrecke Neufchâteau–Épinal nach Épinal                |
| Abzweig geradeaus und nach links |                      | Bahnstrecke Bologne–Pagny-sur-Meuse nach Pagny-s/M        | Bahnstrecke Bologne–Pagny-sur-Meuse nach Pagny-s/M        |
| ehemaliger Bahnhof | 76,1                 | Soulosse                                                  | Soulosse                                                  |
| Brücke | 77,2                 | Viaduc de Brancourt (128 m)                               | Viaduc de Brancourt (128 m)                               |
| ehemaliger Haltepunkt / Haltestelle |                      | Brancourt (P.N.)                                          | Brancourt (P.N.)                                          |
| ehemaliger Bahnhof | 85,1                 | Ruppes                                                    | Ruppes                                                    |
| ehemaliger Bahnhof | 88,6                 | Punerot                                                   | Punerot                                                   |
| Grenze | 89,6                 | Grenze Département Vosges/Meurthe-et-Moselle              | Grenze Département Vosges/Meurthe-et-Moselle              |
| Abzweig geradeaus und ehemals von rechts | 94,9                 | Bahnstrecke Barisey-la-Côte–Frenelle-Puzieux v. Vézelise  | Bahnstrecke Barisey-la-Côte–Frenelle-Puzieux v. Vézelise  |
| ehemaliger Bahnhof | 95,0                 | Barisey-la-Côte                                           | Barisey-la-Côte                                           |
| ehemaliger Haltepunkt / Haltestelle |                      | Bagneux-Allain                                            | Bagneux-Allain                                            |
| ehemaliger Bahnhof | 100,9                | Bulligny-Crézilles                                        | Bulligny-Crézilles                                        |
| ehemaliger Bahnhof | 102,9                | Blénod-lès-Toul                                           | Blénod-lès-Toul                                           |
| ehemaliger Haltepunkt / Haltestelle |                      | Charmes-la-Côte (P.N.)                                    | Charmes-la-Côte (P.N.)                                    |
| Abzweig geradeaus und ehemals nach rechts | 106,6                | Toul-Umgehungsstrecke nach Blainville-Damelevières        | Toul-Umgehungsstrecke nach Blainville-Damelevières        |
| ehemaliger Bahnhof | 108,0                | Domgermain                                                | Domgermain                                                |
| Abzweig geradeaus und ehemals von rechts | 108,5                | Toul-Umgehungsstrecke n. Blainville-D.                    | Toul-Umgehungsstrecke n. Blainville-D.                    |
| ehemaliger Haltepunkt / Haltestelle |                      | Choloy (P.N.)                                             | Choloy (P.N.)                                             |
| Abzweig geradeaus und von links | 110,4                | Bahnstrecke Paris–Strasbourg von Paris-Est                | Bahnstrecke Paris–Strasbourg von Paris-Est                |
| Bahnhof | 114,0                | Toul                                                      | Toul                                                      |
| Brücke über Wasserlauf |                      | Mosel                                                     | Mosel                                                     |
| Abzweig ehemals geradeaus und nach links |                      | Bahnstrecke Paris–Strasbourg nach Nancy                   | Bahnstrecke Paris–Strasbourg nach Nancy                   |
| Strecke (außer Betrieb) |                      | Bahnstrecke Toul–Blainville-Damelevières n. Blainville-D. | Bahnstrecke Toul–Blainville-Damelevières n. Blainville-D. |

Die Bahnstrecke Culmont-Chalindrey–Toul ist eine fast in Nord-Süd-Richtung verlaufende zweigleisige Verbindung der beiden Bahnstrecken Paris–Strasbourg und Paris–Mulhouse mit einer Länge von 114 Kilometern. Im Süden durchschneidet die Strecke die Hügel der Landschaft Bassigny und folgt dann nordwärts weitgehend  dem Tal der oberen Maas; bei Merrey zweigt die Strecke über Mirecourt nach Nancy ab. Viele der einstigen Stationen werden inzwischen nicht mehr bedient, sodass sich die Fahrtzeit heute halbiert hat.

## Geschichte

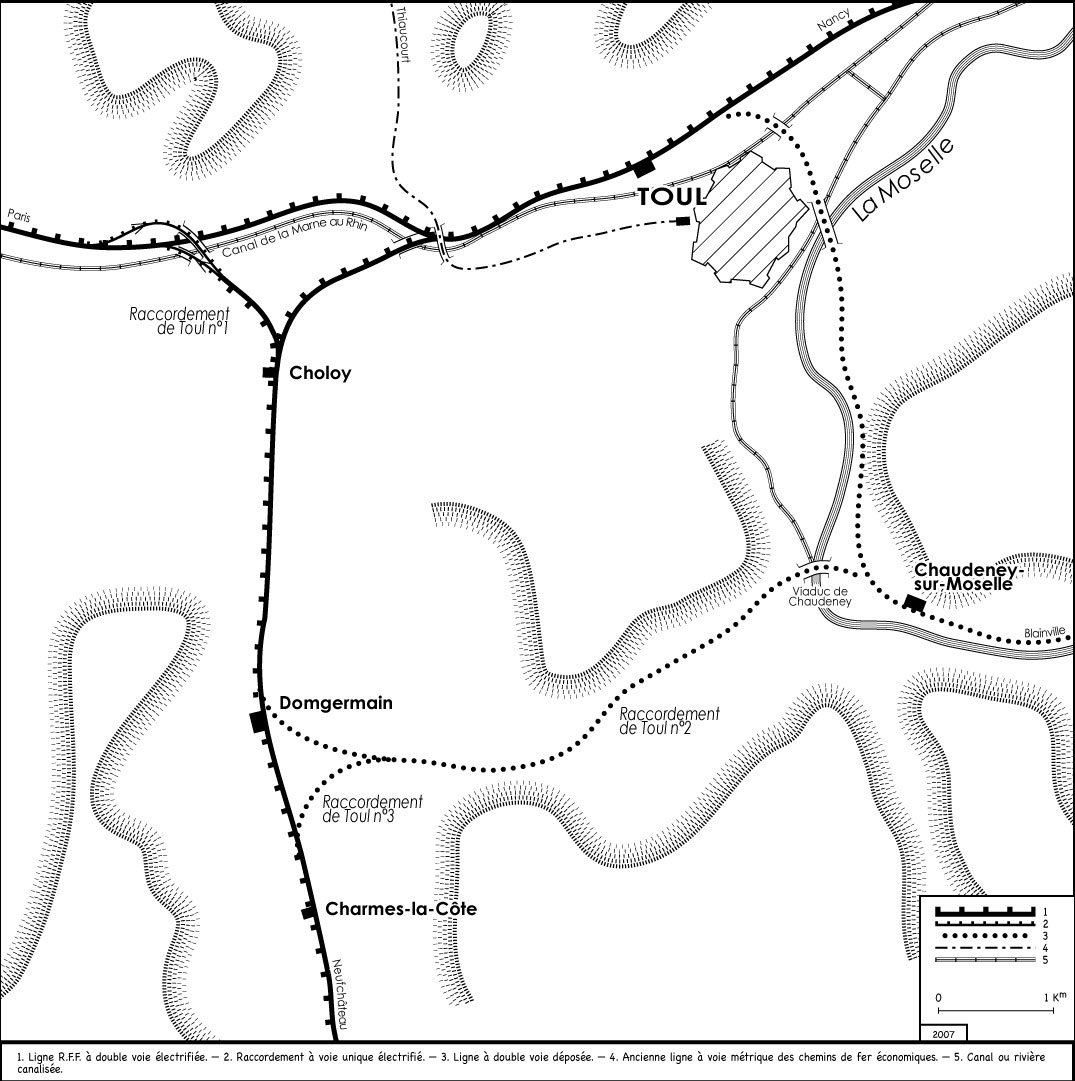
Streckenführung rund um Toul

Der erste Abschnitt dieser Strecke wurde von Toul bis Barisey-la-Côte gebaut. Nach Erteilung der Konzession im Jahr 1872 an die Eisenbahngesellschaft Parent-Pécher et Cie dauerte es trotz lokalem Interesse acht Jahre, bis die Linie von Toul nach Colombey-les-Belles (über Barisey) begonnen werden konnte. Nach dem Tod des Gründers, des Unternehmers und Bankiers Nicolas Parent-Pécher wurden der Gesellschaft im Jahr 1880 die Rechte entzogen. Der Streckenbau wurde nun von der Compagnie des Chemins de fer de l’Est (EST) vollzogen und ein Jahr später eröffnet.
Rund um Toul wurde aus strategischen Gründen der Verkehr kreuzungsfrei konzipiert, dass den Bau etlicher Überwerfungsbauwerke erforderte. Größtes Einzelbauwerk war der 1,1 km lange, schnurgerade Tunnel de Torcenay. Der südliche Abschnitt  zwischen Chalindrey und Neufchâteau wurde per Gesetz am 15. Juni 1878 als öffentliche Versorgungsaufgabe erklärt und ebenfalls von der Französischen Ostbahn gebaut und im Herbst 1884 eröffnet.

## Verkehr
Der Güterverkehr ist für die Region Lothringen von sehr wichtiger Bedeutung, der Personenverkehr dagegen mit weniger als 3.000 Passagieren täglich zwischen Toul und Culmont im Jahr 1993 eher gering. Die Fahrgäste benutzen vor allem die Fernverkehrszüge (TGV oder Corail), die regionalen Fahrten mit dem schienengebundenen TER sind wenige.
Bis 2018 wird sie als Strecke 1501 Teil des europäischen Korridor C Antwerpen–Basel/Lyon werden, der mit ETCS Level 1 ausgestattet sein wird.